# Mariana Sales
Mariana Sales (Campina Grande,1994), também conhecida pelo pseudônimo Marionete, é uma quadrinista, professora e ilustradora brasileira, sendo mestre em Letras e licenciada em Letras e Artes. Começou a escrever Histórias em Quadrinhos de forma independente em 2012, fazendo fanzines, tirinhas para internet e participando de publicações coletivas e festivais por todo o Brasil.
Em 2019, Mariana lançou o quadrinho Quinze minutos com você (ISBN 978-65-00-04099-9), na CCXP 2019, baseado na música Reel Around the Fountain, da banda inglesa The Smiths. A história da HQ fala sobre amizade e a transição da juventude para a vida adulta. No mesmo ano ela participou da coletânea Segunda-Feira eu paro e do livro Mulheres E Quadrinhos, ambos indicados ao Troféu HQ Mix, este último sendo vencedor na categoria Livro Teórico. 